# Масуя Ріка
Масуя Ріка (яп. 増矢 理花; нар. 14 вересня 1995) — японська футболістка. Вона грала за збірну Японії.

## Клубна кар'єра
У 2014 році дебютувала в «МЛАК Кобе Леонесса».

## Кар'єра в збірній
Дебютувала у збірній Японії 13 вересня 2014 року в поєдинку проти Гани. З 2014 по 2018 рік зіграла 27 матчів та відзначилася 6-а голами в національній збірній.

## Статистика виступів
| Збірна Японії | Збірна Японії | Збірна Японії |
| Рік           | Матчі         | Голи          |
| ------------- | ------------- | ------------- |
| 2014          | 7             | 2             |
| 2015          | 3             | 1             |
| 2016          | 3             | 0             |
| 2017          | 2             | 0             |
| 2018          | 12            | 3             |
| Загалом       | 27            | 6             |